# Tarachodes obtusiceps
Tarachodes obtusiceps är en bönsyrseart som beskrevs av Stal 1871. Tarachodes obtusiceps ingår i släktet Tarachodes och familjen Tarachodidae. Inga underarter finns listade i Catalogue of Life.